# Accidentes nucleares japoneses del 2011

Mapa que muestra el epicentro del terremoto de Tōhoku del año 2011 y la posición de las centrales nucleares.

Esta es una lista de artículos que describen aspectos de los apagados, fallas y derretimientos nucleares provocados por el terremoto y tsunami de Tōhoku del año 2011.

## Central nuclear de Fukushima
- Central nuclear Fukushima I (Daiichi)
  - Desastre nuclear de Fukushima Daiichi
  - Línea cronológica del desastre nuclear de Fukushima Daiichi
  - Efectos de la radiación provocados por el desastre nuclear de Fukushima Daiichi
  - Reacción japonesa al desastre nuclear de Fukushima Daiichi
  - Reacción internacional al desastre nuclear de Fukushima Daiichi
- Central nuclear Fukushima II (Daini)
  - Accidentes nucleares de Fukushima II
  - Línea cronológica de los accidentes nucleares del Fukushima Daini

## Otras instalaciones nucleares
- Incidentes en la central nuclear de Onagawa
- Incidentes en la central nuclear de Higashidōri
- Incidentes en la central nuclear de Tōkai
- Incidentes en la central nuclear de Tsuruga
- Incidentes en la planta de reprocesamiento de Rokkasho